# 孙大午

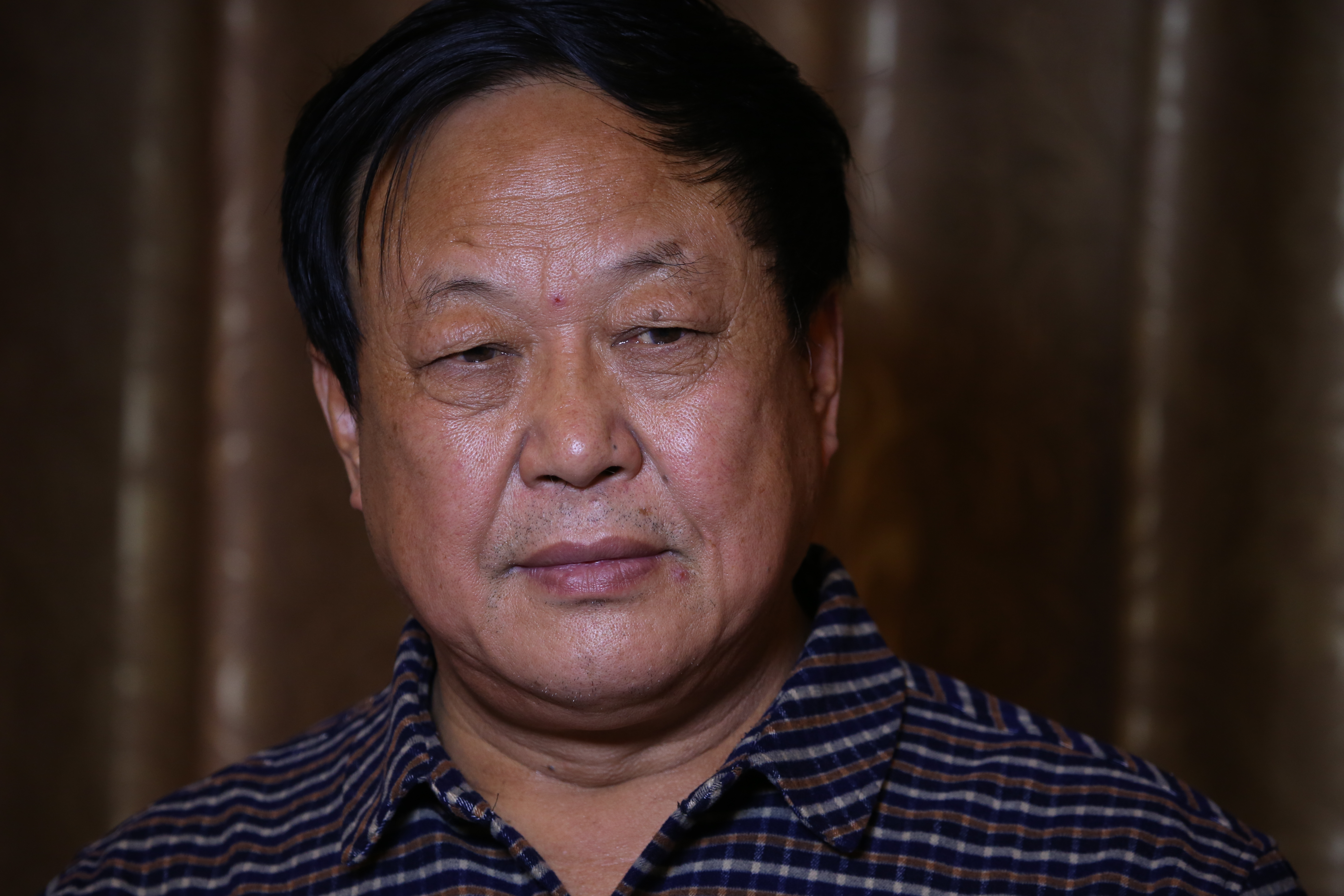
孫大午

孙大午（1954年7月5日—） （页面存档备份，存于） ，河北省徐水縣高林村鎮郎五莊村人，河北大午农牧集团有限公司董事长。

## 生平
孫大午1954年六月初六（陽曆1954年7月5日）出生於在河北省徐水縣高林村鎮郎五庄村的一個貧困農民家庭。孫大午初中畢業後在山西臨汾中国人民解放军陆军第二十八集团军八十二師服役，入伍两年后入党并被提拔为军官。退伍之后在徐水縣農行工作，這兩個經歷讓他發現農牧業可以發展經營。1985年他創立大午農牧集團有限公司，擔任董事長，以一千隻雞與五十頭豬起家。擔任董事長期間，孫大午於1996年6月獲頒河北省養雞狀元榮譽。
1995年，大午集團已經成為中國五百大私營企業之一，孫大午也獲選為保定市人大代表。1996年8月，他當選保定市禽蛋產業聯合會理事長。2001年，孫大午除了大午集團董事長外，亦兼任大午學校校長；2002年10月，他被中國農業大學農民問題研究所聘請為高級研究員。2005年，孙大午改任大午集團监事长。
孫大午支持宪政民主，结识自由派知识分子，同时信仰儒家学说和共同富裕共产主义理想。孫大午认为，这些理想是一致的，他独创“私企立宪”，大午公司实施“私有，共治，共享”。孙大午从在荒地上的小规模禽畜养殖开始，36年做成二十亿的大型农牧企业。大午集团发展过程和地方管理部门发生冲突，曾多次起诉对其“潜规则”的政府机构。孙大午的企业兴办义务教育，还为员工提供接近免费的医疗，引起广泛关注。2003年孙大午曾向3000名农民发放贷款而被控以非法集资罪名收押。2021年7月28日，孙大午因聚众冲击国家机关等罪名，被判处有期徒刑十八年，公司被低价拍卖。   

## 两次获刑
2003年4月31日，徐水县公安局通知大午网站：该网站发表的《小康社会的建设及难点》《悼念李慎之》《两位民间商人关于中国的时局及历史的对话》三篇文章严重损害了国家机关的形像，整顿网站，停止营业6个月，罚款15000元。
2003年5月29日，他被指向三千多戶農民借款達一億八千多萬元而被捕，並以非法集資的罪名遭到收押，並被指控其非法持有彈藥；兩位弟弟大午集團副董事長孫志華、總經理孫德華和集團的財務處長也都被扣留。最終徐水縣法院以非法吸收公眾存款的罪名判其有期徒刑3年、緩刑4年，罰金10萬元，大午集團同時也被判處罰金三十萬元。刘晓波（2010年诺贝尔和平奖得主，被软禁至死）评论“孙大午非法融资案”，稱中共“恶法治国”，自由派商人則是受害者。
2020年6月—8月，因大午集团员工为阻止徐水国营农场强拆大午公司房屋，而与强拆方及徐水区警方发生了两次冲突（后被称为“6.21事件”和“8.4事件”）。事发之后，大午集团随召开职工大会，公开抗议地方当局的打压行为。 。此外孙大午曾对帮助过自己的维权律师许志永等人多次讚揚。
2020年11月11日，孙大午夫妇、孙大午的两个儿子、两个儿媳等家人以及一些公司高管等28人被以涉嫌寻衅滋事、破坏生产经营等為由遭到河北省警方逮捕。
2021年4月，河北保定高碑店市公安局通报，河北大午农牧集团有限公司孙大午等人涉嫌违法犯罪案件已经侦查终结，依法移送高碑店市人民检察院审查起诉。
2021年7月28日，高碑店市人民法院判决孙大午犯聚众冲击国家机关罪、妨害公务罪、寻衅滋事罪、破坏生产经营罪、强迫交易罪、非法采矿罪、非法占用农用地罪、非法吸收公众存款罪，判处有期徒刑十八年，并处罚金三百一十一万元。

## 公司被低价拍卖
2022年4月15日，高碑店市人民法院将大午集团旗下的所有资产，以6.861亿人民币的低价拍卖给河北保定芮溪科技有限公司。然而大午资产价值至少51亿人民币，买家获利至少44亿元。

### 買家與高層關係緊密
保定芮溪是2022年4月12日才成立的新公司，法定负责人赵安东是个90后，是长城汽车董事长魏建军的外甥（他妹妹的儿子），监事刘玉婷则是2月底才被免职的保定中级人民法院前副院长，因此保定芮溪被质疑是针对拍卖专门成立的“白手套”纸上公司。据2021年胡润百富榜显示，魏建军夫妇身家2180亿人民币排行河北首富，全国第七，魏建军才是大午集团真正的新东家。观察人士表示，此次拍卖虽号称公开，但实为“萝卜拍卖”，为特定买受人挖坑，属于地方政府、司法势力联合地方企业以拍卖的方式“公然抢劫”民营资产。

## 外部連結
- 大午 （页面存档备份，存于）
- 孙大午：一个农民企业家的三十六年改革开放梦（页面存档备份，存于）